# Крустпільський край
Крустпі́льський кра́й (латис. Krustpils novads) — адміністративно-територіальна одиниця Латвійської Республіки. Розташований у південно-східній частині країни, в історичному регіоні Латгалія. Адміністративний центр — Єкабпілс. Створений 2009 року. Площа — 812,2 км². Населення — 6086 осіб (2011). До складу краю входять 6 волостей.